# بارت بوين
بارت بوين (بالإنجليزية: Bart Bowen)‏ هو دراج أمريكي، ولد في 22 أبريل 1967 في أوستن في الولايات المتحدة.

## وصلات خارجية
- بارت بوين على موقع أرشيف الدراجات (الإنجليزية)
- بارت بوين على موقع إحصائيات الدراجات الإحترافية (الإنجليزية)
- بارت بوين على موقع CycleBase (الإنجليزية)